# Patrick Ky
Patrick Ky   (Antony, 6 d'octubre de 1967), és un funcionari francès. Des de l'1 de setembre de 2013 és el president de l'Agència Europea de Seguretat Aèria (AESA).
Llicenciat per l'École polytechnique (1986) i per l'École nationale de l'aviation civile (1989), anteriorment va dirigir l'empresa conjunta SESAR.
Va succeir a Patrick Goudou al capdavant de l'AESA. Va ser reelegit el 2018 per un nou mandat de 5 anys, fins al 2023.